# Das Streben nach Glück
Das Streben nach Glück (Originaltitel The Pursuit of Happyness) ist ein US-amerikanisches autobiographisches Filmdrama von Gabriele Muccino aus dem Jahr 2006, basierend auf der Lebensgeschichte des Unternehmers Chris Gardner, der nahezu ein ganzes Jahr obdachlos war. Steven Conrads Drehbuch basiert auf dessen Autobiographie, die er in Zusammenarbeit mit Quincy Troupe verfasste.
Will Smith spielt einen alleinerziehenden Vater, der versucht, seinem kleinen Sohn Christopher (gespielt von seinem echten Sohn Jaden Smith) und sich ein normales Leben in Würde zu ermöglichen. Als ihm eines Tages ein unbezahltes Praktikum mit Zukunftschancen angeboten wird, greift er zu, obwohl seine Mittel begrenzt sind. Er setzt nun alles daran, dieses zu beenden, um seinem Sohn eine bessere Zukunftsperspektive bieten zu können.

## Handlung
Chris Gardner lebt Anfang der 1980er Jahre in San Francisco und arbeitet als selbstständiger Handelsvertreter. Er versucht, neuartige Knochendichtemessgeräte zu verkaufen, die eine geringfügig bessere Auflösung als bisher übliche Geräte ermöglichen. Da diese jedoch doppelt so teuer sind als die bisherigen, ist Gardner damit nicht sonderlich erfolgreich. Da seine Frau Linda die finanziellen Engpässe nicht mehr aushalten kann, verlässt sie ihn zusammen mit dem gemeinsamen fünfjährigen Sohn Christopher. Chris holt seinen Sohn jedoch zu sich zurück, da er sich sicher ist, aufgrund seines unbeugsamen Willens besser für ihn sorgen zu können als Linda, die die Belastung kaum noch verkraftet, was sie letzten Endes auch einsieht.
Chris sucht nun nach einer Arbeit, die ihm eine bessere Perspektive bietet. Er bekommt die Chance, ein sechsmonatiges Praktikum bei einer Investmentbank zu absolvieren, das zwar unbezahlt ist, allerdings die Möglichkeit einer Festanstellung beinhaltet. Doch ist er nur ein Kandidat unter vielen und am Ende des Praktikums wird nur einer von ihnen die Festanstellung bekommen. Um den Lebensunterhalt für sich und seinen Sohn Christopher zu sichern, muss Chris daher neben seiner Praktikantenstelle weiter als Handelsvertreter arbeiten.
Als Mietschulden auflaufen, muss er mit seinem Sohn die gemietete Wohnung verlassen. Fortan leben Vater und Sohn einige Monate im Motel, bis Chris die dortige Miete wegen Steuerschulden nicht mehr aufbringen kann, da das Finanzamt diese Schuld ungefragt und ohne Vorwarnung von seinem Konto eingezogen hat. So landet er mit seinem Sohn auf der Straße. Obwohl das Duo nun obdachlos ist, setzt Chris alles daran, sowohl seinem Job als Handelsvertreter nachzugehen, auf der anderen Seite aber auch sein Praktikum erfolgreich zu Ende zu führen. Wichtig ist ihm dabei immer das Wohl seines Kindes.
Am Ende gelingt es Chris, so erfolgreich aus der Abschlussprüfung des Praktikums hervorzugehen, dass er von der Investmentbank angestellt wird.

## Produktion

### Produktionsnotizen, Hintergrund
Der Film wurde in San Francisco und Oakland (Kalifornien) gedreht. Seine Produktionskosten betrugen schätzungsweise 55 Mio. US-Dollar.
Es handelt sich um die Verfilmung der Lebensgeschichte des erfolgreichen Börsenmaklers und vormals Obdachlosen Chris Gardner, die er selbst unter dem Titel The Pursuit of Happyness verfasste und veröffentlichte. Das Buch stand lange auf den US-Bestsellerlisten.
Der Titel bezieht sich auf die in der Unabhängigkeitserklärung der Vereinigten Staaten formulierten „unveräußerlichen Rechte“ eines jeden Menschen auf „Leben, Freiheit und das Streben nach Glückseligkeit“. Mit dem Originaltitel des Films, The Pursuit of Happyness, wird happiness, das englische Wort für ‚Glückseligkeit‘, bewusst falsch geschrieben. Die entsprechende Schreibweise ist in mehreren Szenen zu sehen, beispielsweise an der Hauswand des Kinderhorts, der im Film eine Rolle spielt.
Will Smiths Sohn Jaden spielt auch im Film seinen Sohn – Christopher, den Sohn des Protagonisten Chris Gardner. Am Ende des Films hat der echte Chris Gardner einen Cameo-Auftritt.

### Musik
Varèse Sarabande veröffentlichte ein Filmmusik-Album mit der Filmmusik von Andrea Guerra am 9. Januar 2007.
| Nr.          | Titel                     | Länge |
| ------------ | ------------------------- | ----- |
| 1.           | „Opening“                 | 3:09  |
| 2.           | „Being Stupid“            | 1:39  |
| 3.           | „Running“                 | 1:30  |
| 4.           | „Trouble at Home“         | 1:30  |
| 5.           | „Rubiks Cube Taxi“        | 1:53  |
| 6.           | „Park Chase“              | 2:29  |
| 7.           | „Linda Leaves“            | 4:02  |
| 8.           | „Night at Police Station“ | 1:36  |
| 9.           | „Possibly“                | 1:45  |
| 10.          | „Where’s My Shoe“         | 4:20  |
| 11.          | „To the Game/Touchdown“   | 1:37  |
| 12.          | „Locked Out“              | 2:20  |
| 13.          | „Dinosaurs“               | 2:40  |
| 14.          | „Homeless“                | 1:55  |
| 15.          | „Happyness“               | 3:50  |
| 16.          | „Welcome Chris“           | 3:45  |
| Gesamtlänge: | Gesamtlänge:              | 40:00 |

Auch sind in dem Film kleinere Ausschnitte aus Higher Ground und Jesus Children of America, beides gesungen von Stevie Wonder, sowie Lord, Don’t Move the Mountain von Mahalia Jackson und Doris Akers, gesungen vom Glide Ensemble der Glide Memorial Church in Kalifornien, zu hören.

### Veröffentlichung, Erfolg
Der Film startete in den US-Kinos am 15. Dezember 2006 und spielte dort ca. 163 Mio. US-Dollar ein. In Deutschland, wo der Film am 18. Januar 2007 im Kino anlief, zählte man ca. 1,35 Mio. Kinozuschauer. In Österreich wurde der Film unter demselben Titel wie in Deutschland veröffentlicht. Der englische Arbeitstitel lautete: Untitled Chris Gardner Project, eine alternative Schreibweise The Pursuit of Happiness.
Am 15. Dezember 2006 wurde der Film zudem in Kanada, Kroatien und Mexiko veröffentlicht. 2007 erfolgte eine Veröffentlichung in Australien, im Vereinigten Königreich, in Irland, in Italien, Israel, in Montevideo in Uruguay, in Japan, Frankreich, Argentinien, in den Niederlanden, in Portugal, Brasilien, Dänemark, Spanien, Belgien, Ägypten, Kuwait, in der Tschechischen Republik, in Bulgarien, Estland, Finnland, Island, Lettland, Norwegen, Polen, Rumänien, Venezuela, Ungarn, Slowakei, Südafrika, Griechenland, Thailand, Kolumbien, Taiwan, Südkorea, Malaysia, Singapur, Burkina Faso (dort auf dem Ouagadougou Panafrican Film and Television Festival), in Schweden, in der Türkei, in der Ukraine, in Manila und in Davao auf den Philippinen, in Hongkong, in Serbien, Russland, Panama und 2008 in China. Veröffentlicht wurde er zudem in Litauen, Peru, Slowenien.
Der Film wurde von Sony Pictures Home Entertainment am 22. Mai 2007 mit einer deutschen Tonspur auf DVD herausgegeben.

## Besetzung und Synchronisation
Die deutschsprachige Synchronisation des Films entstand bei der Interopa Film. Verfasser des Dialogbuchs ist Alexander Löwe. Dialogregie führte Frank Schaff.
| Rolle               | Darsteller                | Synchronsprecher |
| ------------------- | ------------------------- | ---------------- |
| Chris Gardner       | Will Smith                | Jan Odle         |
| Christopher Gardner | Jaden Smith               | Minh Duc Phan    |
| Linda Gardner       | Thandie Newton            | Nana Spier       |
| Jay Twistle         | Brian Howe                | Helmut Gauß      |
| Martin Frohm        | James Karen               | Otto Mellies     |
| Alan Frakesh        | Dan Castellaneta          | Bodo Wolf        |
| Walter Ribbon       | Kurt Fuller               | Detlef Bierstedt |
| Mrs. Chu            | Takayo Fischer            | Mey Lan Chao     |
| Wayne               | Mark Christopher Lawrence | Lutz Schnell     |

## Rezeption

### Kritik
David Ansen schrieb in der Zeitschrift Newsweek, dass er die „taktvolle“ Art respektiere, in der Obdachlosigkeit gezeigt werde. Die Rolle, die Will Smith innehabe, sei für ihn eher unüblich; Newton wirke „eindrucksvoll“ („she makes a powerful impression“), Jaden Christopher Syre Smith spiele „natürlich“.
James Berardinelli beschrieb den Film auf ReelViews als „lang“, „langweilig“ („dull“) und „depressiv“. Er dehne eine Geschichte auf zwei Stunden aus, die man effizienter in einer Stunde erzählen könne.
Andrea Niederfriniger schrieb bei Filmreporter.de, dass es eine „gute Idee“ sei, eine reale Vater-Sohn-Beziehung in den Film einzubauen. Aus dramaturgischen Gründen würden Veränderungen der realen Geschichte in Kauf genommen. Nicht zuletzt, um den Film „verkaufsfähiger und hollywoodesker“ zu machen.
Das Lexikon des internationalen Films schrieb: „Die Verfilmung des autobiografischen Buchs eines zum Multimillionär aufgestiegenen Mannes feiert das Credo der amerikanischen Verfassung. Dabei wirkt die Geschichte durch die Gefühllosigkeit des Protagonisten, der jeden Rückschlag mit stoischer Gelassenheit hinnimmt, eher unglaubwürdig und berührt selbst in ihren wenigen Glücksmomenten kaum.“
Moviepilot sprach von einem „berührenden und zu Herzen gehenden Drama“ um einen Vater, „der bereit ist, alles zu tun, damit sein Kind ein besseres Leben hat“. Gelobt wurde auch Jaden Christopher Syre Smith, der an der Seite seines echten Vaters als dessen Filmsohn „sein beeindruckendes Debut als Filmschauspieler“ gebe.
Cinema konnte dem Film wenig abgewinnen und sprach von einem „filmisch enttäuschenden Werk“, das „eigentlich die hässliche Seite des amerikanischen Traums“ zeige. Fazit: „Ein Durchhaltefilm für die armen Schlucker Amerikas, der im Rest der Welt Stirnrunzeln hervorrufen dürfte.“

### Auszeichnungen
Will Smith wurde im Jahr 2007 für einen Oscar in der Kategorie Bester Hauptdarsteller nominiert. Sowohl er als auch der Song A Father’s Way wurden 2007 für den Golden Globe Award nominiert. Will Smith und Jaden Smith wurden 2007 für den Broadcast Film Critics Association Award nominiert. Jaden Smith erhielt 2007 den MTV Movie Award, Will Smith wurde ebenfalls für diesen Preis in einer anderen Kategorie nominiert. Das Streben nach Glück wurde zudem in der Kategorie „Bester Film“ mit einem Image Award ausgezeichnet. Will Smith, Jaden Smith und Thandie Newton waren ebenfalls jeweils für den Image Award nominiert.